# Anders Ahnlid
Anders Gustav Ragnar Ahnlid, född 6 juli 1960 i Vetlanda, är en svensk diplomat och ämbetsman. Han är sedan 2020 generaldirektör för Kommerskollegium. 

## Biografi
Ahnlid anställdes av Kommerskollegium 1986 och kom till Utrikesdepartementet 1987. Han har framför allt sysslat med handelspolitiska frågor. Han har bland annat tjänstgjort som svensk och nordisk förhandlare i GATT:s så kallade Uruguay-runda 1988–1994, vid Sveriges ständiga representation vid de internationella organisationerna i Genève 1991-1995, vid Sveriges OECD-delegation i Paris 1995–1998, som departementsråd och chef för Utrikesdepartementets enhet för internationell handelspolitik 2000–2003 samt minister vid ambassaden i Washington, D.C. 2004–2005.
Han återkom 2005 till Sverige för att tjänstgöra som utrikesråd med ansvar för handelsfrågor på Utrikesdepartementet. I denna roll ansvarade han för Sveriges agerande i frågor som rör Europeiska unionens externa handelspolitik och inre marknad, samt handels- och investeringsfrämjande. Han var bland annat svensk delegat i EU:s handelspolitiska kommitté (tidigare benämnd 133-kommittén) och deltog i flera WTO-möten. Han utnämndes 2011 till ambassadör till OECD och Unesco i Paris. Från november 2013 var han ambassadör vid Sveriges ständiga representation vid Europeiska unionen i Bryssel. I november 2016 tillträdde han posten som ambassadör i Helsingfors. Där stannade han till augusti 2020 då han flyttade till Stockholm och blev generaldirektör för Kommerskollegium.  
Under Sveriges ordförandeskap i EU första halvåret 2023 ledde Anders Ahnlid arbetet i den arbetsgrupp som utredde hur frysta och immobiliserade ryska tillgångar skulle kunna användas för Ukraina. Sedan hösten 2023 är Ahnlid Sveriges representant i Nordiska ministerrådets Gränshinderråd. Sedan hösten 2023 är Ahnlid också överceremonimästare i ceremonistaten vid H.M. Konungens hovmarskalksämbete. 

Ahnlid är filosofie kandidat i statsvetenskap och nationalekonomi från Lunds universitet. Han har skrivit flera artiklar, till exempel EU som aktör i världen" i "Europaperspektiv 2007 (en bland flera författare) och WTO och frihandelns framtid.

## Utmärkelser
- H.M. Konungens medalj, 12:e storleken i Serafimerordens band, 6 juni 2022[2]  -  Storkorset av Finlands Lejons orden,  16 juni 2020[3]

[Redigera Wikidata]

### Allmänna källor
- Utrikesdepartementets kalender 2007/2008
- Anders Ahnlids CV

### Fotnoter
1. ↑  Regeringskansliet, Regeringen och (21 juli 2016). ”Ny ambassadör i Finland”. Regeringskansliet. http://www.regeringen.se/pressmeddelanden/2016/07/ny-ambassador-i-finland/. Läst 18 februari 2017.
2. ↑  ”Medaljförläningar 6 juni 2022”. www.kungahuset.se. https://www.kungahuset.se/arkiv/pressmeddelanden/2022-06-06-medaljforlaningar-6-juni-2022. Läst 7 januari 2025.
3. ↑  läs online, ritarikunnat.fi , läst: 7 september 2022.[källa från Wikidata]